# Gliddon River
Der Gliddon River ist ein Fluss in der Region Kimberley im Norden des australischen Bundesstaates Western Australia.

## Geografie
Der Fluss entspringt zwölf Kilometer nördlich des Mount Amhurst an den Südhängen der Mueller Ranges und fließt an der Südseite des Gebirges nach Südwesten. Am Südwestende der Mueller Ranges mündet er in den Margaret River.

### Nebenflüsse mit Mündungshöhen
- Soda Spring Creek – 313 m
- Forman Creek – 292 m
- Dead Horse Creek – 220 m[1]